# Clara Vodă
Clara Vodă (n. 8 martie 1970, Constanța) este o actriță de voce, scenă și film din România.

## Biografie
A absolvit Academia de Artă Teatrală și Cinematografică Caragiale din București secția Actorie, clasa prof. Gelu Colceag, promoția 1993.
A intrat în atenția publicului odată cu rolul Mamei din pelicula "Eu când vreau să fluier, fluier", lungmetrajul de debut al regizorului Florin Șerban, pentru care acesta a câștigat premiul Alfred Bauer, parte a trofeului Ursul de Argint de la Festivalul de Film (Berlinale) de la Berlin.

## Filmografie
- Senatorul melcilor (1995) - Mireille
- Asfalt Tango (1996)
- Examen (2003) - Nora Săndulescu, soția lui Cristi
- Moartea domnului Lăzărescu (2005) - dr. Gina Filip

- Îngeri pierduți (2013) - Marcela "Nuța" Cocârțău
- Domestic (2012) - doamna Lazăr
- Loverboy (2011)
- Aurora (2010) - Gina Filip
- Colivia (2010)
- Derby (2010) - Corina
- Eu când vreau să fluier, fluier (2010) - mama Trailer
- Cealaltă fiică (2009)
- Felicia, înainte de toate (2009) - funcționar Lufthansa Trailer
- Înainte și după (2009)
- Înainte și După 22/12/1989 (2009) - dna. Petre
- Renovare (2009) - Doina
- Agenda (2008) - Clara Voda
- Iulia (2008)
- Mobil (2008) - Prietena
- Sinopsis docu-dramă (2007)
- Valuri (2007) - Ica
- A doua șansă (2006) - Silvia
- La urgență (2006) - Gravida (1 episode, 2006)
- Lombarzilor 8 (2006) - Magda Matei
- Prețul iubirii (2006) - Maria
- Lacrimi de iubire (2005) - Stela
- Accords et à cris (2002) - Isabelle
- În familie (2002) - Diana Alexandrescu
- The Shrunken City / Orașul în miniatură (1998) - Museum Staff
- Puricele (TV) / (1993) - Olympe
- Hotel de lux (1992) - Picolo